# Orto botanico dell'Università di Uppsala
L'orto botanico dell'Università di Uppsala (in svedese Botaniska trädgården), nei pressi del Castello Reale, è il principale giardino botanico di proprietà dell'istituzione accademica civica. Esso fu realizzato su un appezzamento di terra donato all'Università nel 1787 dal re Gustavo III di Svezia.
L'Università di Uppsala attualmente gestisce due strutture satellite: il suo giardino botanico originale, creato nel 1655 da Olaus Rudbeck, ora chiamato Giardino di Linneo (in svedese Linnéträdgården) e il Linneo Hammarby (Linnés Hammarby), la casa estiva di Linneo e della sua famiglia.

## Il primo Orto botanico ad Uppsala

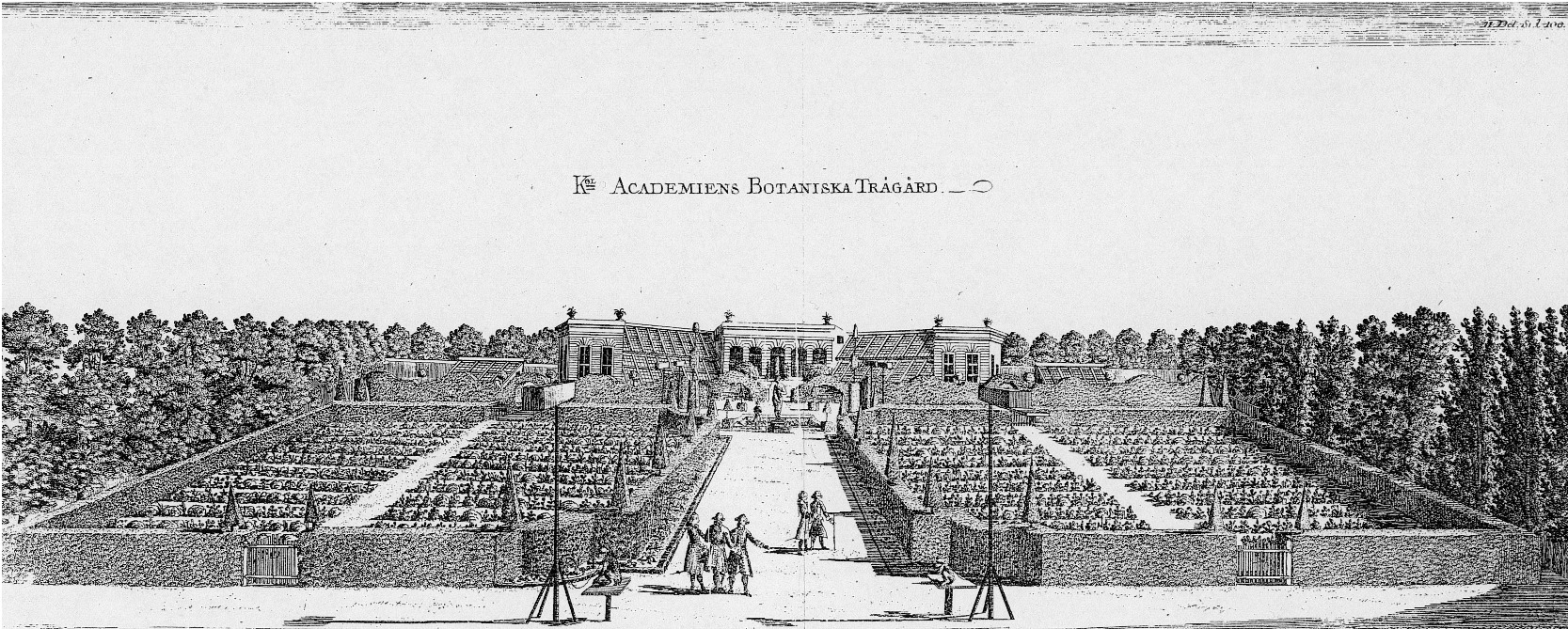
Giardino di Linneo in incisione del 1770

All'inizio i giardini botanici erano prevalentemente finalizzati alla didattica ed alla produzione di materie prime di farmacopea per i medici, come avevano fatto i giardini medicinali dei monasteri medievali. Anche nel corso dei secoli XVII e XVIII la formazione medica rimase lo scopo principale degli orti botanici universitari.
Nel 1655, l'Università di Uppsala di Olaus Rudbeck l'Anziano realizzò il primo giardino botanico sulla Svartbäcksgatan a Uppsala, che già alla fine del XVII secolo conteneva circa 1800 specie vegetali diverse. Purtroppo, l'incendio della città di Uppsala nel 1702 lo danneggiò gravemente. Poiché non c'erano soldi per le ristrutturazioni necessarie, il giardino fu abbandonato a sé stesso per quasi 40 anni fino a quando, nel 1741, lo studente di Rudbeck, Carlo Linneo, ne prese la direzione. Linneo lo migliorò e lo riordinò secondo le proprie idee, documentando il suo lavoro nel libro  Hortus Upsaliensis (1748).

## Il regalo del re Gustavo III

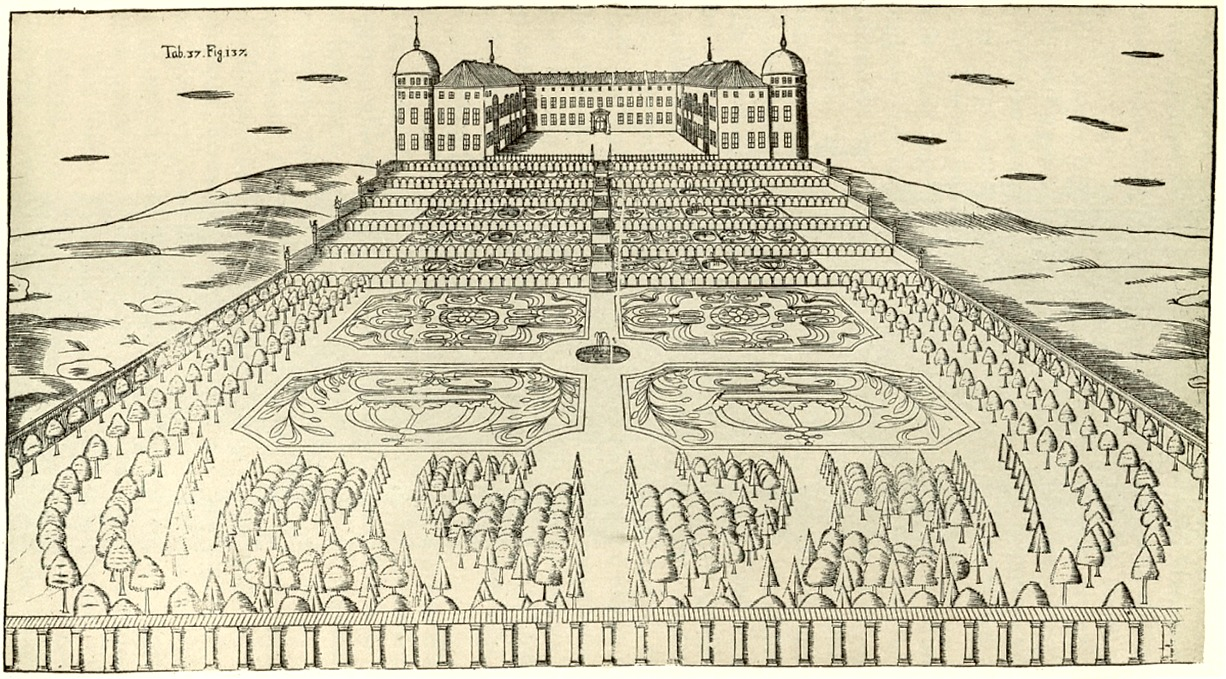
Castello di Uppsala e giardino, 1675

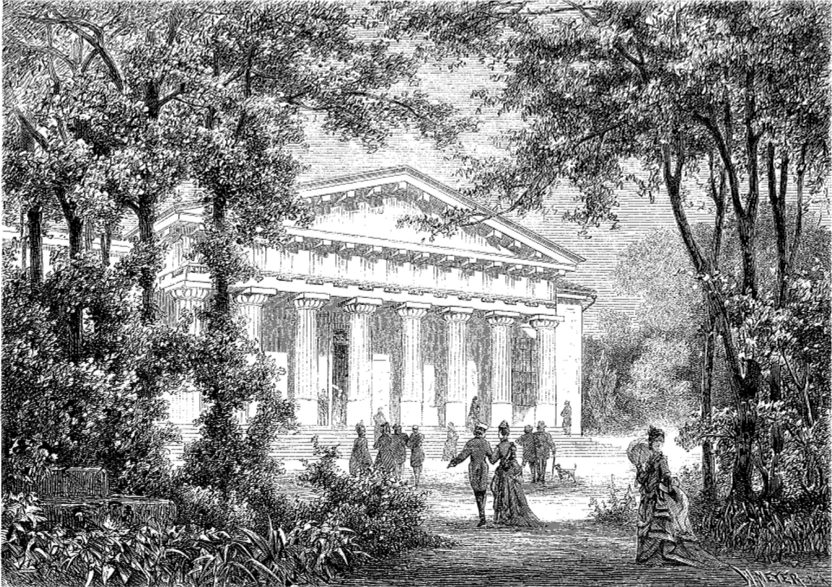
Orangerie. Disegno di C.S. Hallbeck in Svenska Familj-Journalen, 1874

Dopo la morte di Linneo nel 1778, il suo discepolo e successore Carl Peter Thunberg era insoddisfatto del Giardino di Linneo perché la sua posizione, vicino al fiume Fyris, manteneva il terreno troppo umido per molte specie di piante.
Per questo Thunberg chiese al re Gustavo III, il cui castello di Uppsala era su un terreno molto più alto, l'utilizzo del grande giardino formale del castello per gli impianti botanici dell'Università di Uppsala.
Nel 1744 l'ampio giardino formale del castello era stato ristrutturato in stile barocco, sulla base del progetto di Carl Hårleman. Il re accettò di donare non solo il giardino, ma anche una zona a sud di Norbyvägen, e di pagare i costi sostenuti dall'università per il progetto di trasformazione dello stesso.
Il re Gustavo III firmò la concessione ufficiale il 17 agosto 1787. Quel giorno, in una cerimonia segnata dal fuoco di 128 cannoni, lo stesso re pose anche una pietra per il giardino d'inverno (in svedese 'Orangeriet), che ebbe al suo interno una collezione completa di monete svedesi e medaglie raffiguranti il re, il principe ereditario, e Linneo.
Nel 1792, dopo la morte di Gustavo III, i lavori al giardino e al giardino d'inverno ebbero una battuta d'arresto a causa della mancanza di fondi. Il giardino d'inverno fu finalmente inaugurato il 25 maggio 1807, in occasione del centenario della nascita di Linneo.

## Il moderno Orto botanico

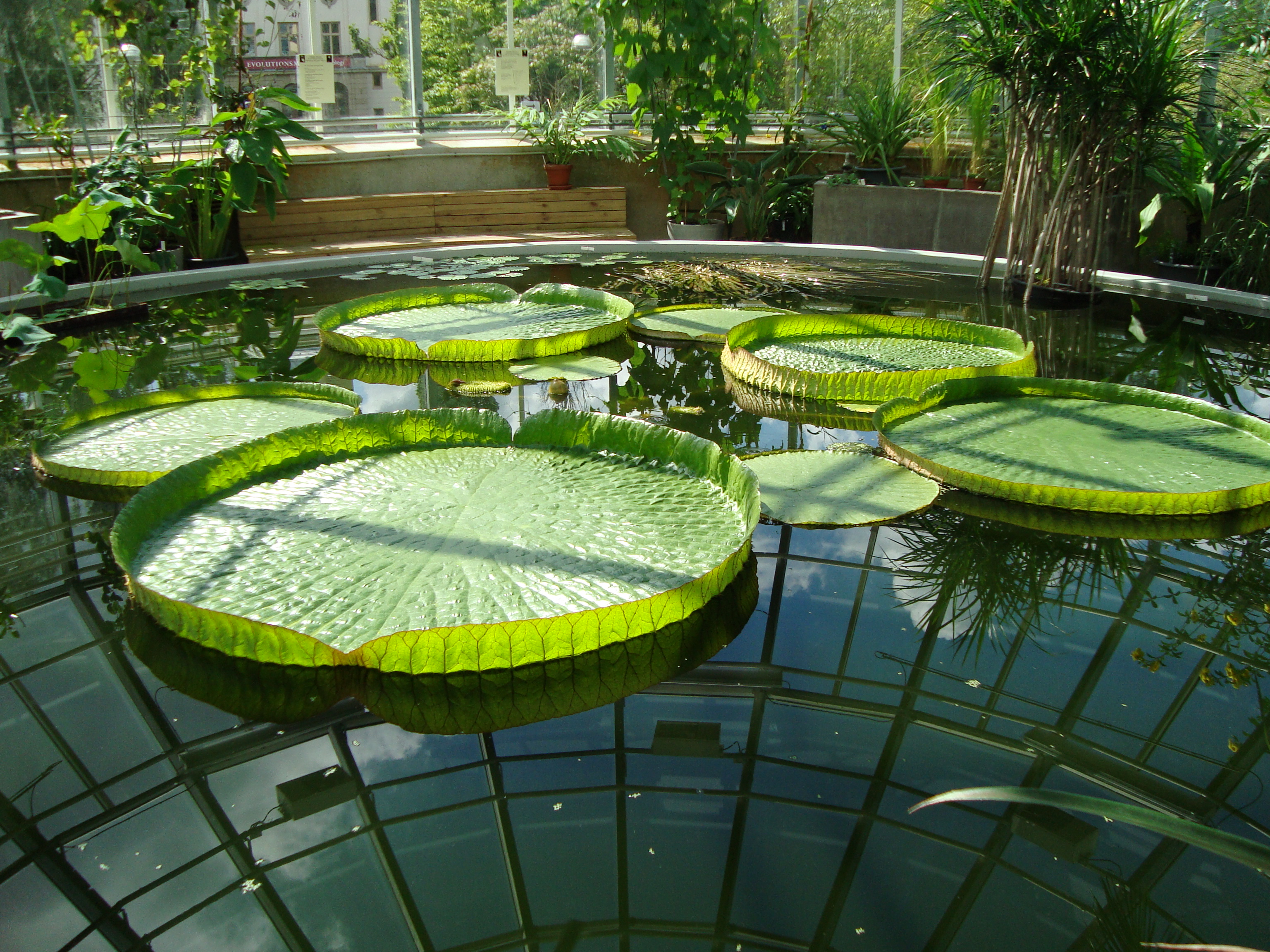
Serra tropicale

All'inizio del XIX secolo, i giardini botanici furono ampliati rispetto alle loro origini medicinali. Essi sono stati sempre più come centri di ricerca e come musei sulla biodiversità. Linneo aveva mostrato molti animali in gabbie nel Linnetradgarden, tra cui un procione addomesticato e sei scimmie che vivevano in piccole capanne su pali
Nel 1802, re Gustavo IV Adolfo donò al Tradgarden Botaniska molte curiosità biologiche raccolte dalla nonna Luisa Ulrica di Prussia tra le quali un leone di nome Leo che fu ospitato nella Orangeriet. Il leone, però si ammalò, nonostante fosse stato nutrito con polli vivi, e morì l'anno successivo per cause sconosciute.
L'università di Uppsala continuò ad esporre le sue collezioni zoologiche nell'Orangeriet fino al 1856, quando furono spostate al Gustavianum.
Mentre il XIX secolo andava avanti, i giardini botanici erano sempre più visti come potenziali spazi pubblici la cui apertura avrebbe offerto benefici civili. Sebbene il Botaniska Trädgården fosse rimasto un centro per l'insegnamento universitario e di ricerca, le sue finalità furono ampliate per includere l'istruzione pubblica e la ricreazione. In cambio, almeno a partire dal 1897, ha ottenuto un ampio sostegno da fonti governative. Nel 1935, il giardino e l'Orangeriet sono stati ritenuti ufficialmente monumenti nazionali.
A partire dal 2011, l'Università di Uppsala apre alle visite del pubblico tutti e tre i suoi giardini botanici, tra cui il Trädgården Botaniska, la cui vasta superficie, la limonaia (che ora ospita un museo chiamato il Linnaeanum), le serre tropicali (costruite nel 1930), e il giardino barocco (restaurato nel 1970 secondo il progetto originale di Hårleman) attirano più di 100.000 visitatori ogni anno.